# Ischnopteris festa
Ischnopteris festa är en fjärilsart som beskrevs av Paul Dognin 1912. Ischnopteris festa ingår i släktet Ischnopteris och familjen mätare. Inga underarter finns listade i Catalogue of Life.